# أنخيل إينفانت
أنخيل إينفانت (بالإسبانية: Ángel Infante)‏ هو مغني وممثل مكسيكي، ولد في 1 أكتوبر 1914 في Acaponeta ‏ في المكسيك، وتوفي في 15 ديسمبر 1987 في مدينة مكسيكو في المكسيك.

## وصلات خارجية
- أنخيل إينفانت على موقع IMDb (الإنجليزية)
- أنخيل إينفانت على موقع قاعدة بيانات الفيلم (الإنجليزية)